# Klępicz
Klępicz – (niem. Klemzow), wieś w Polsce położona w województwie zachodniopomorskim, w powiecie gryfińskim, w gminie Moryń.
W latach 1954–1959 wieś należała i była siedzibą władz gromady Klępicz, po jej zniesieniu w gromadzie Bielin. W latach 1975–1998 miejscowość administracyjnie należała do województwa szczecińskiego.
Przez wieś przebiega droga wojewódzka nr 125.

## Zabytki
W miejscowości znajdują się:
- XIII-wieczny kościół św. Stanisława Biskupa i Męczennika[4],
- park dworski, XIX wiek, nr rej.: A-1056z 27.10.1982.